# Список об'єктів Світової спадщини ЮНЕСКО в Сирії
У списку об'єктів Світової спадщини ЮНЕСКО у Сирії налічується 6 найменувань (станом на 2014 рік).

## Пояснення до списку
У таблицях нижче об'єкти розташовані у хронологічному порядку їх додавання до списку Світової спадщини ЮНЕСКО.
Кольорами у списку позначено:
На мапах кожному об'єкту відповідає червона позначка ().

## Список
| № | Зображення | Назва                                 | Розташування   | Час створення | Рік внесення до списку | №                                                   | Критерії           |
| - | ---------- | ------------------------------------- | -------------- | ------------- | ---------------------- | --------------------------------------------------- | ------------------ |
| 1 |            | Стародавнє місто Дамаск               | місто Дамаск   | —             | 1979                   | 20 [Архівовано 25 грудня 2018 у Wayback Machine.]   | i, ii, iii, iv, vi |
| 2 |            | Стародавнє місто Босра                | місто Босра    | —             | 1980                   | 22 [Архівовано 25 грудня 2018 у Wayback Machine.]   | i, iii, iv         |
| 3 |            | Стародавнє місто Пальміра             | місто Пальміра | —             | 1980                   | 23 [Архівовано 25 грудня 2018 у Wayback Machine.]   | i, ii, iv          |
| 4 |            | Стародавнє місто Алеппо               | місто Алеппо   | —             | 1986                   | 21 [Архівовано 25 грудня 2018 у Wayback Machine.]   | iii, iv            |
| 5 |            | Крак де Шевальє і Кал'ат-Салах-ад-Дін | —              | —             | 2006                   | 1229 [Архівовано 25 грудня 2018 у Wayback Machine.] | ii, iv             |
| 6 |            | Стародавні села півночі Сирії         | —              | —             | 2011                   | 1348 [Архівовано 25 грудня 2018 у Wayback Machine.] | iii, iv, v         |